# Esther Díaz Llanillo
Esther Díaz Llanillo fue una narradora, bibliotecóloga y ensayista cubana.

## Biografía
Estudió la carrera de Filosofía y Letras en la Universidad de La Habana (1952-1957) y en 1959 obtiene el doctorado con una tesis sobre la narrativa de Jorge Luis Borges que aún permanece inédita. Ese mismo año obtuvo el premio especial Antonio Barrera de la Cátedra de Literatura Cubana e Hispanoamericana de dicha universidad por el ensayo El arte de novelar de Hernández Catá. Trabajó en la Casa de las Américas desde 1959-1961. 
Cursó bibliotecología en la Universidad de La Habana (1961-1962) y trabajó como bibliotecaria en la Junta Central de Planificación (1961-1973). Hizo reseña de libros en la revista Casa de las Américas. Algunos de sus cuentos aparecieron en el suplemento Lunes de Revolución, la revista Mujeres y en diferentes antologías. 
Desde 1973 hasta 1975, trabajó en investigaciones literarias en el Instituto de Literatura y Lingüística de la Academia de Ciencias de Cuba. Ha publicado los libros de cuentos El castigo y Cambio de vida, donde se incluyen los cuadernos Cambio de vida y Regresión, los cuales obtuvieron mención en el premio Alejo Carpentier de Cuentos en 1999 y 2000, respectivamente. 
Díaz Llanillo publica su primer relato, El conferenciante, en la página literaria del Diario de la Marina el 30 de septiembre de 1956. Al trabajar en Casa de las Aéricas organizando los documentos para el primer concurso literario que organizara esa entidad, se siente estimulada a armar un libro que presenta al concurso y, pese a no ganar ningún premio, le proponen publicarlo y en 1966 sale a la luz por Ediciones R con el título El castigo; en sus textos,  Díaz Llanillo aborda el fantástico en relatos que, a decir de la crítica Mirta Yáñez hablan del "espanto residente en cualquier ser humano (...) con una cubanidad esencial reconocible, en un entorno de universalidad y erudición".  Uno de los cuentos de este volumen Anónimo apareció en 1968 en la Antología de cuentos cubanos de lo fantástico y lo extraordinario y otros textos aparecieron en Lunes de Revolución y Diario libre, por lo que parecía un excelente comienzo para su carrera literaria, pero el entorno impuso la llamada literatura de la violencia, apegada a lo social e histórico y, al alejarse los relatos de Díaz Llanillo del canon imperante, dejó de publicar durante muchos años (en ese período apenas escribió un par de cuentos que luego saldrían a la luz) Cuando se publica la antología Estatuas de sal en la que se incluye un cuento de Díaz Llanillo, las antologadoras la redescubren y, animada por Mirta Yáñez, vuelve a escribir, publicando varios libros en Cuba y el extranjero y apareciendo en diversas antologías que siguen abordando el fantástico con talento, erudición, gracia, dominio del lenguaje y estilo propio Sus cuentos poseen una especie de latido interior capaz de imantar al lector y obligarlo a llegar al punto máximo para cualquier escritor: el punto final.

## Obra

### Algunas publicaciones
- El castigo. Cuentos (1966). Ediciones R.
- Cuentos antes y después del sueño (1999). Editorial Letras Cubanas. Colección Cemí.
- Cambio de vida (2002). Editorial Letras Cubanas
- Entre latidos (2005). Ediciones Unión
- Los rostros (2008). Ediciones Unión
- El vendedor de cabezas (2009). Ediciones Unión
- Hablando de fantasmas y mucho más. (2011). Ediciones Unión. Antología
- La otra realidad (2016). Editorial Letras Cubanas. Póstumo.

## Premios
- Premio especial Antonio Barrera, 1959
- Mención en el Premio Alejo Carpentier de Cuento 1999 y 2000
- Distinción por la Cultura Nacional, 2004